# Ebulobo
Ebulobo (nebo také Amburombu) je v současnosti nečinná sopka v centrální části indonéského ostrova Flores. Vrchol symetrického kuželovitého vulkánu je ukončený lávovým dómem. V jeho geologickém vývoji existují záznamy o sedmi erupcí: první se odehrála v roce 1830, zatímco poslední v únoru 1969. Jednalo se o explozivní erupce menšího rozsahu.